# Calvarieberg (Antwerpen)

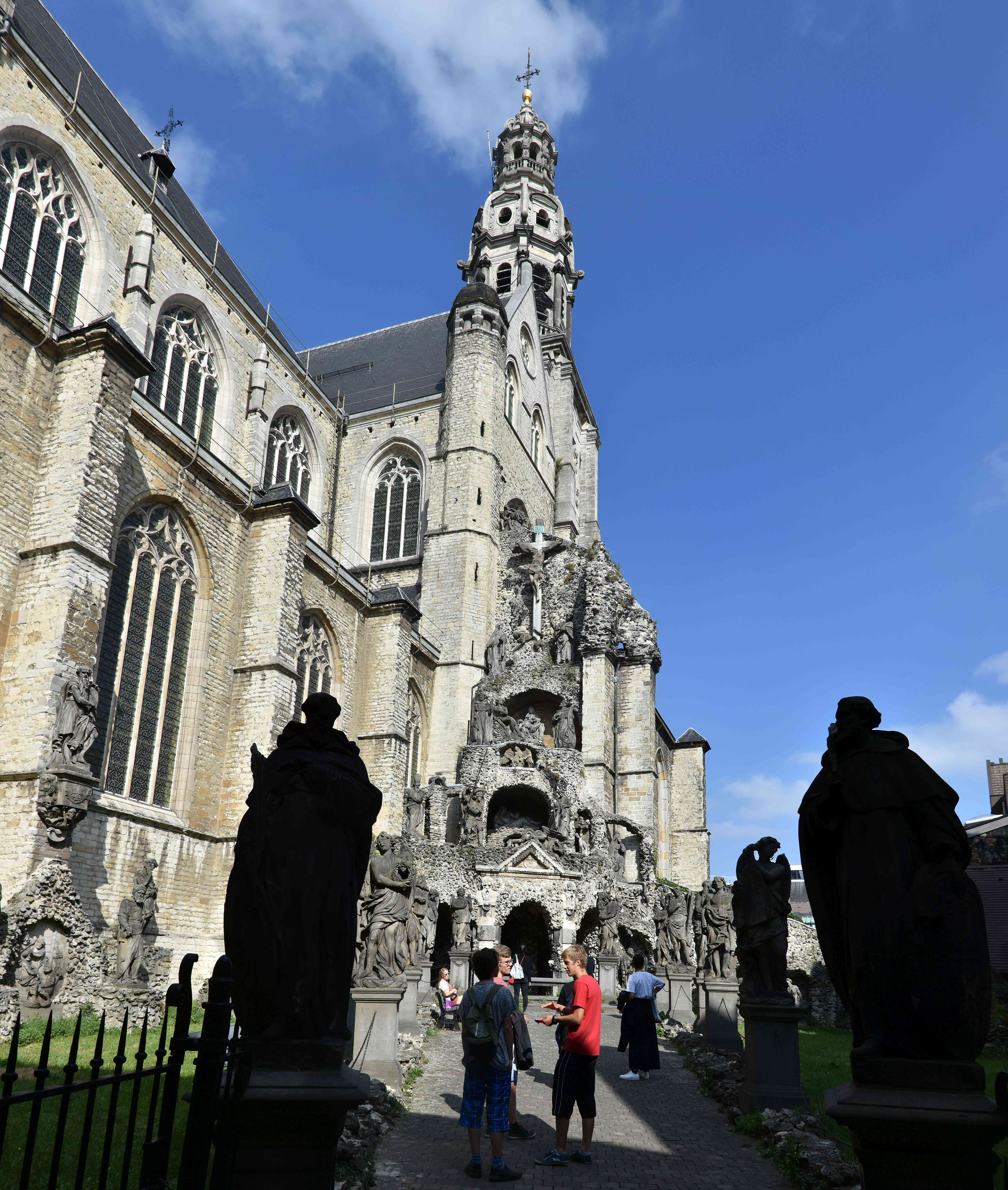
De Calvarieberg

De Calvarieberg in Antwerpen werd tussen 1699 en 1747 aan de zuidzijde van het schip van de Sint-Pauluskerk opgericht als "levend theater", in een tuin versierd met talrijke beelden op sokkels langs een pad dat tot de heuvel leidt waar het kruis is geplaatst. De calvarieberg en de Antwerpse Sint-Pauluskerk ligt in het oude stadscentrum van Antwerpen, in de stadswijk waar vroeger de zeelui woonden. De Sint-Pauluskerk, een Dominicanerkerk, was een intellectueel centrum van aanzienlijk belang en de plaats vanwaar de predikheren werden uitgezonden naar het voornamelijk protestantse Noord-Europa.

## Geschiedenis
De Calvarieberg werd opgericht door de gebroeders Van Ketwigh, beide Dominicanen, op een oude begraafplaats van het klooster. Het ontwerp van Dominicus Van Ketwigh - geïnspireerd door Lucas Cranach - dateert van 1697. In 1737 was de constructie voltooid, maar er werden nog beelden toegevoegd tot 1747. 
Hij bestaat uit spectaculaire rotsformaties, 63 levensgrote beelden en 9 reliëfs ; de calvarie zelf bestaat uit drie terrassen, met daarboven de gekruisigde Christus. 
Verschillende Antwerpse beeldhouwers werkten eraan mee : 
- Joannes Baptist Van Ketwigh
- Willem Kerricx de Oude
- Willem Ignatius Kerricx de Jonge
- Alexander Van Papenhoven
- Michiel Van der Voort de Oude,
- Jan Claudius De Cock,
- Jan Pieter Van Baurscheit de Oudere
- Leopold van Esbroeck.

De meeste beelden zijn uit Bentheimer zandsteen vervaardigd, sommige uit hout. 
De beelden zijn opgesteld in 4 groepen:
- de engelenweg, die naar het H. Graf opklimt
- de profetentuin aan de linkerzijde
- de evangelistentuin aan de rechterzijde
- de Calvarieberg zelf

### Restauraties
De oudste gekende restauratiebehandeling dateert van 1833. Tijdens deze behandeling werden alle beelden tweemaal geschilderd en beschadigingen werden hersteld.
In het begin van de 20e eeuw was de tuin er slecht aan toe; slechts enkele beelden werden hersteld voor de oorlogsjaren.
Het monument werd - samen met de kerk, de toren en het voormalige klooster - beschermd op 20 februari 1939
Van 1967 tot 1970 vond er een grote restauratiecampagne plaats: alle beelden werden verzameld in de tuin van de kerk, de structuur werd hersteld en alle beelden werden ontdaan van schilderingen en zo nodig hersteld; in sommige gevallen werd het volledige beeld vervangen door beeldhouwer Leopold Van Esbroek.
Om tot een geschikte restauratiebehandeling te komen, werd er in 2008 onderzoek uitgevoerd op de beelden en de structuur door een studiebureau. Dit onderzoek werd uitgebreid met een onderzoek door het Koninklijk Instituut voor het Kunstpatrimonium (KIK) om nog meer inzicht te krijgen in de totstandkoming van de beelden, aan welke beeldhouwers ze toegeschreven kunnen worden, in de gebruikte steensoorten, alsook de aard en de oorzaken van de schade die in het eerste onderzoek werden vastgesteld.

## Galerij

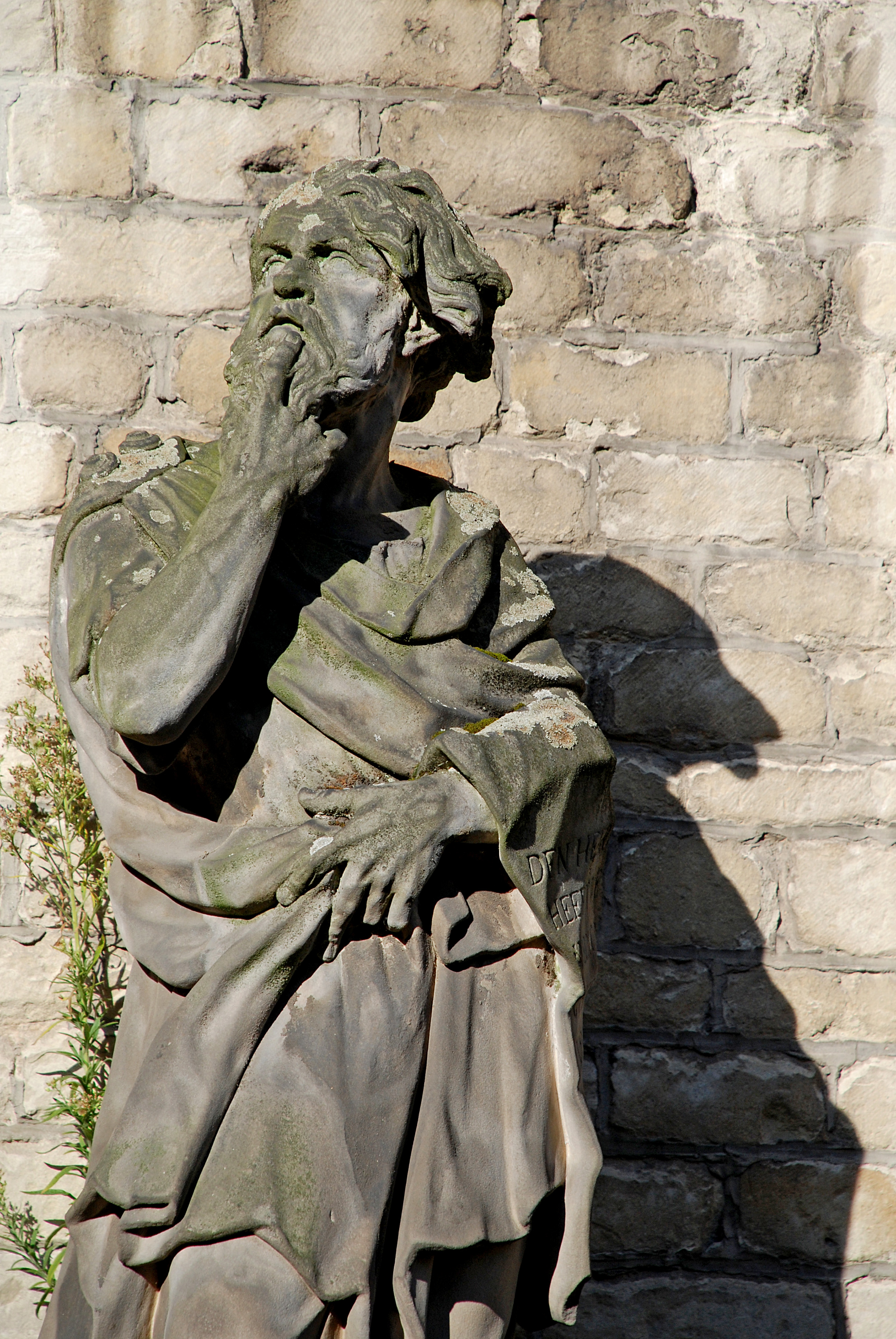
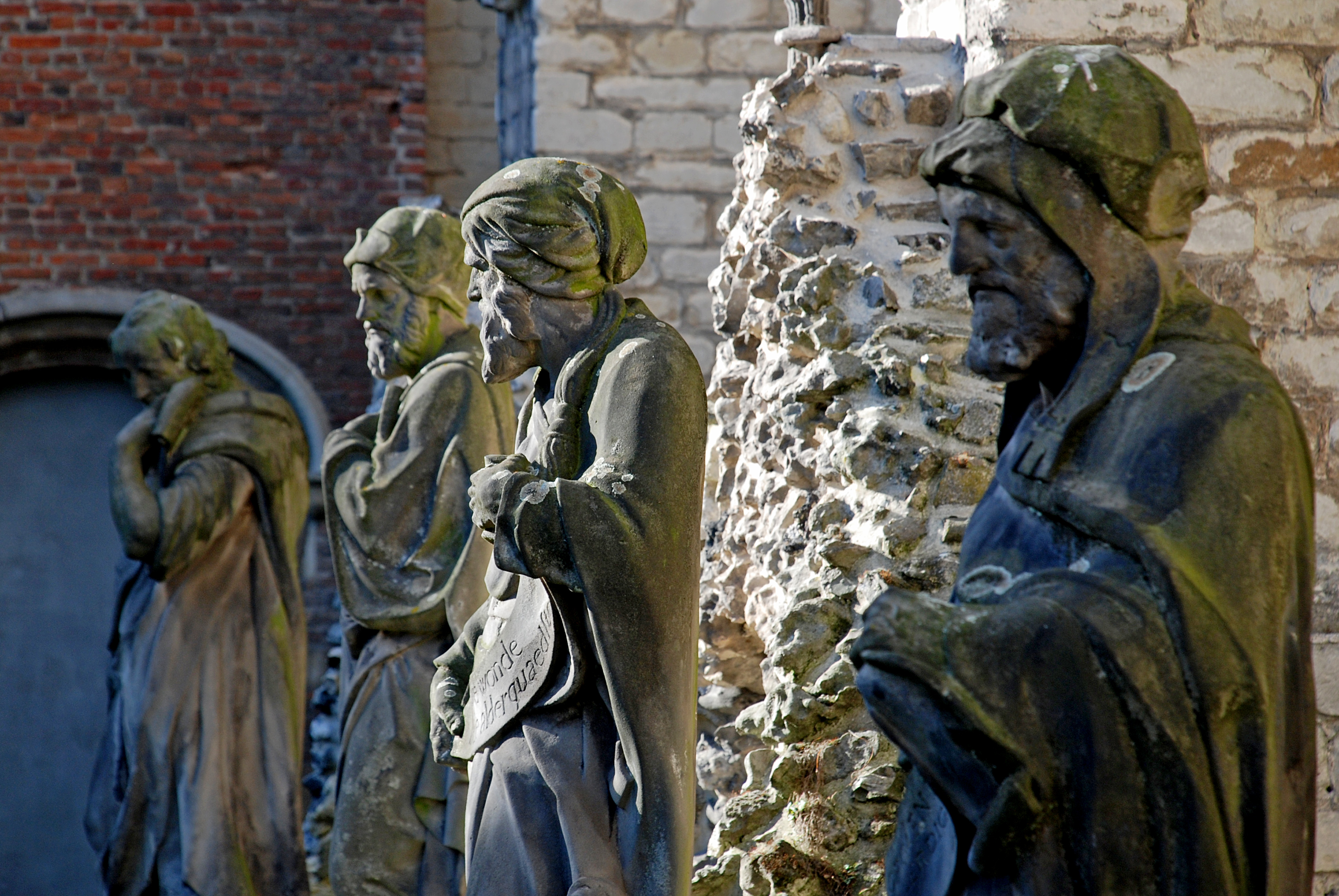
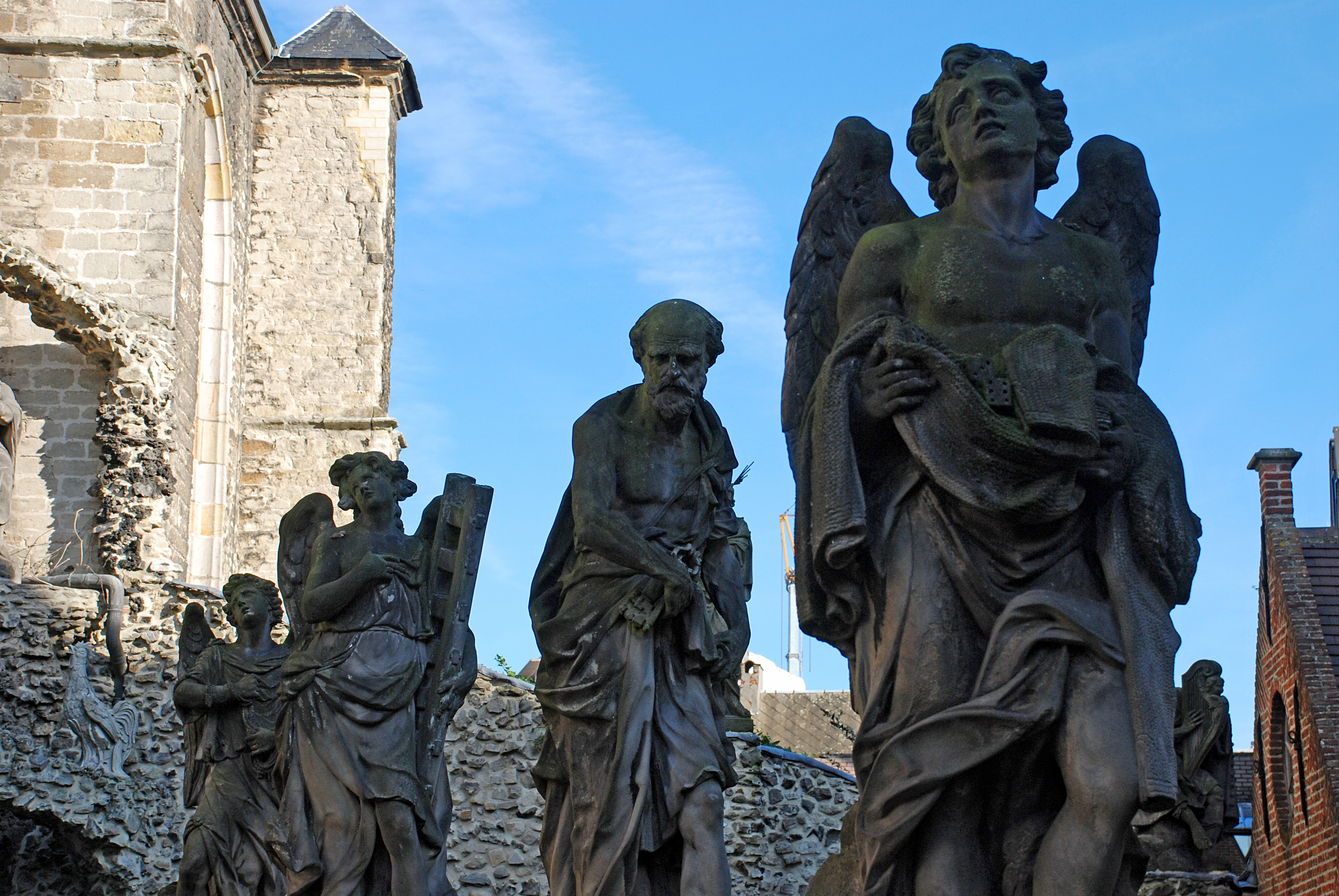
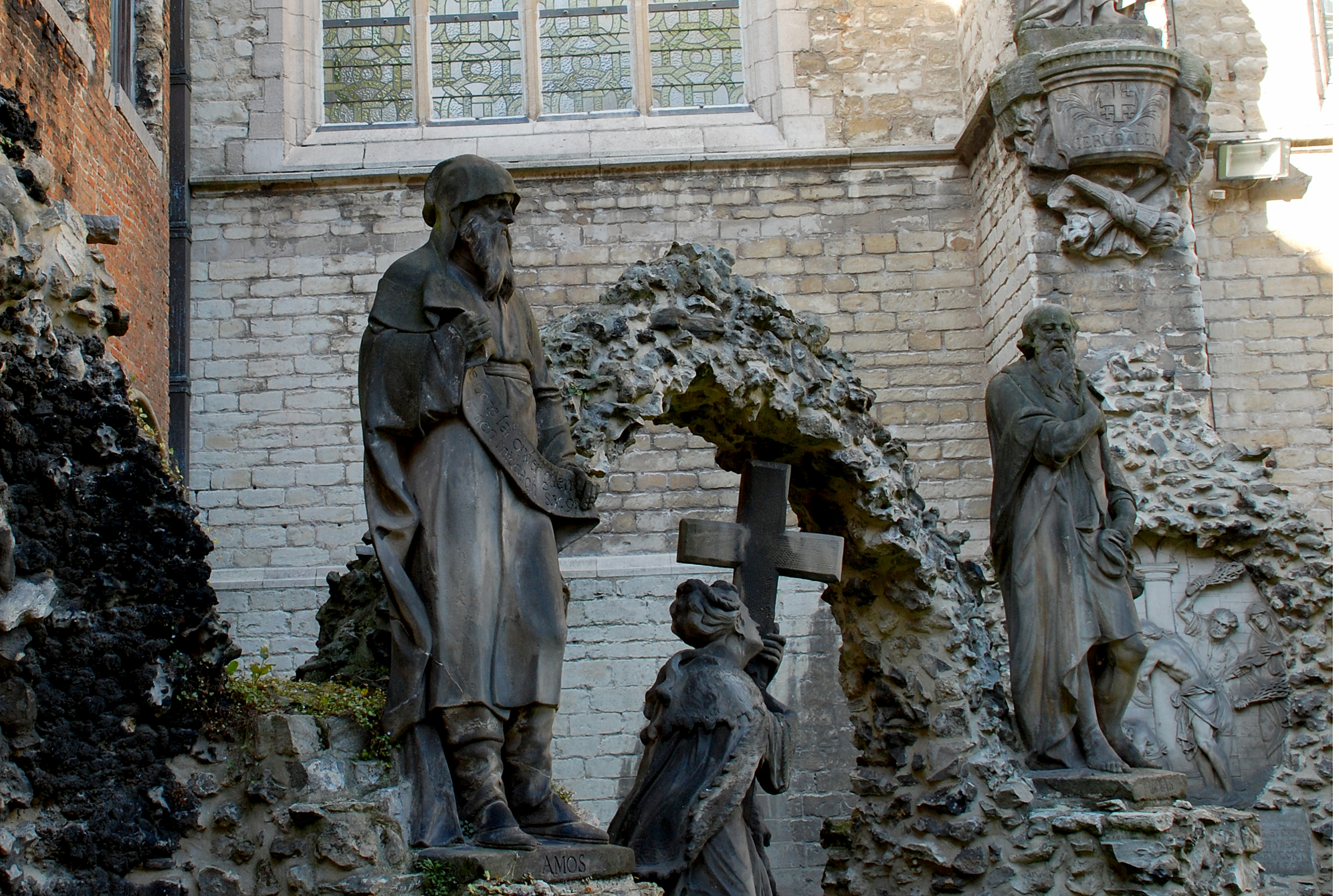